# Goitibera
Una goitibera o carrilana es un vehículo de 3 o 4 ruedas para competiciones de descenso por carretera sin ningún tipo de propulsión que alcanza velocidades superiores a los 130 km/h. El término goitibera procede del euskera (goitik behera); y, significa literalmente, "de arriba abajo".
Dentro de las goitiberas distinguimos las neumáticas, con ruedas de goma, y las de rodamientos, con ruedas metálicas. Las primeras son las más rápidas y las segundas tienen un pilotaje muy especial por el poco agarre que ofrecen.

## Historia
Las goitiberas tienen un claro origen popular y festivo, estando presentes en las fiestas de muchos pueblos del Norte Peninsular, especialmente en Galicia,Cantabria, Asturias, País Vasco, Navarra y Cataluña.
En gallego, se le denomina carrilana o "carro das piñas" porque se corría con las carretas con las que se trasladaban las cargas de madera, de las piñas de los pinos. En catalán se denominan "carretons".
Este deporte se remonta a las primeras décadas del siglo XX, cuando los niños vascos no disponían de apenas juguetes con los que pasar su tiempo. Fue por ello que hicieron uso de rodamientos de desecho de vehículos o de las fábricas y minas donde solían trabajar sus padres.
En un primer momento se trataba de cuatro tablas y tres rodamientos que, con la imaginación de los niños, constituían un vehículo sin propulsión que se lanzaban pendiente abajo para coger impulso con su propio peso.
Lo que empezó por un divertimento para los niños, empezó a coger fuerza en el País Vasco, hasta el punto que en Uruguay también se comenzó a practicar, posiblemente por algún trabajador vasco que tuvo que emigrar a este país. También en países asiáticos como en el resto de Europa se han encontrado casos de goitiberas desde hace décadas.
En otras partes de España se les llama "carros", siendo las ruedas de estos de madera o cubiertas de plástico.

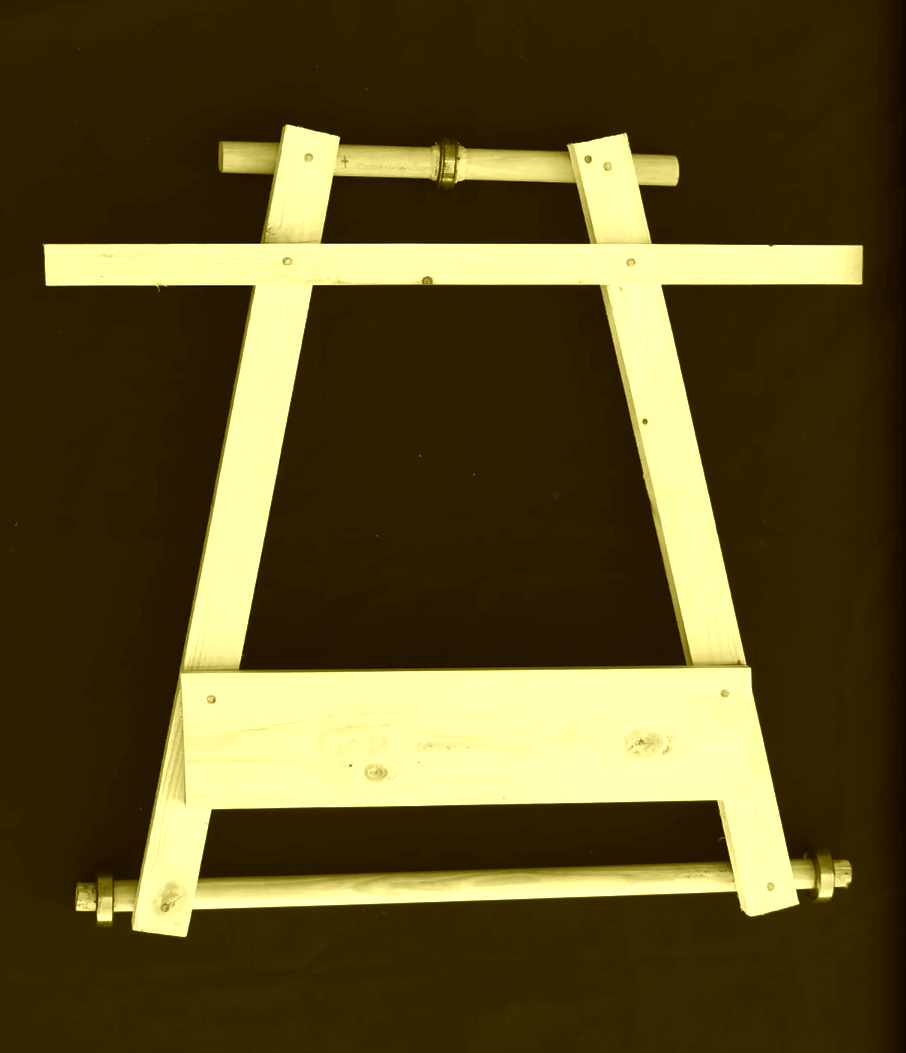
Goitibera

## Normas generales
Se establecen unas reglas en cuanto a las dimensiones de las ruedas, el material de las carrocerías y sobre la base indispensable de las goitiberas. Algunas de las más importantes son estas:
- El acero de rodamiento puede ser estriado, pero no recubierto por otro material como goma o caucho.

- Debe estar en contacto con el suelo.
 Uno de los puntos mejor resueltos son las ruedas, en las que se cuenta con una llanta de magnesio muy ligera y neumáticos slick de 12 ½” x 2 ¼”. También son compatibles con los neumáticos 100x400 de mayor diámetro y balón (empleados en la categoría biplaza C6).

- Las ruedas pueden ser de coche o moto.

- En las neumáticas, cuenta la distancia entre las ruedas del eje trasero (120 cm) y la longitud de la goitibera (150 cm)

- En las de rodamientos únicamente cuenta el diámetro de las ruedas.

Actualmente, los creadores de las goitiberas están tratando de mejorar sus características para mejorar los tiempos en las competiciones y para aumentar la seguridad. Para ello se centran en las ruedas y en el sistema de frenado, siendo los rodamientos de mayor dimensión que incluyen a otro menor en su interior. Además, se manipulan los rodamientos rayando o estriando sus superficies para conseguir una mayor adherencia en las curvas.

## Fiestas populares
En 1974 y 1975 se dio un auge de las fiestas populares en estas regiones, en las que se incluyeron carreras de goitiberas, donde se debían cumplir unas normas básicas que todos los corredores respetaban, refiriéndose a los diámetros de los rodamientos, la base indispensable y las características de tamaño y peso de las goitiberas.
En 1976 se celebró la primera carrera importante en la Peña de Oro (Zuya, Álava), donde se celebró el primer campeonato de Euskadi.
En 1992, tras unos años de competición de goitiberas en estas fiestas populares, los corredores decidieron calificar un número concreto de carreras como puntuables para el recién creado Campeonato de Euskadi.
Tres años más tarde, se crea una nueva modalidad de carreras de goitiberas: "ruedas de goma". Se celebra entonces una bajada en la localidad vascofrancesas de Sara, con una mayoría de participante de Iparralde. En esta nueva modalidad, los cojinetes fueron sustituidos por ruedas de goma y se establecen más normas en cuanto al número y dimensiones de las ruedas, medidas de las carrocerías y el número de pilotos.
Finalmente, en los últimos años y con la creación de diferentes federaciones de deportes de inercia, se ha creado un reglamento unificado y se ha aumentado mucho el nivel organizativo y de seguridad de las pruebas, contando en la actualidad con más de 60 carreras oficiales.
Actualmente, se pueden encontrar diferentes asociaciones de deportes de inercia participando y organizando distintas competiciones como, por ejemplo, Jaialdi, Zonagravedad, Maldan Behera,... En los pueblos como Guernica y Erandio, así como en otros pueblos del País Vasco, se organizan competiciones que atraen a una gran cantidad de público.
A nivel internacional, la máxima competición es el Campeonato de Europa, organizado por la FISD, que coordina las carreras de ocho países europeos. En 2019 se celebró por primera vez en España una prueba puntuable para la Copa de Europa Speeddown, concretamente en Legazpi, Guipúzcoa. Valdoviño, Galicia, tomó el relevo en 2020.